# 3428 Roberts
3428 Roberts este un asteroid din centura principală, descoperit pe 1 mai 1952 de Goethe Link Obs..